# Малі кішки
Підродина кі́шки (Felinae), або триба Felini — одна з двох сучасних підродин/триб родини котових (Felidae), що включає 12 сучасних родів дрібних, середньорозмірних і великорозмірних тварин. Найменшим є кіт чорноногий — від 1 до 2,75 кг, а найбільшою пума — від 29 до 120 кг. Малі коти поширені в Євразії, Африці й Америці, свійський кіт — усюди крім Антарктиди. Середовища проживання варіюють від пустель до дощових лісів і до гірських районів, а кліматичні умови від екваторіальних до субарктичних. Усі види, за винятком гепарда, найбільш активні у присмерках і вночі. Усі види ведуть усамітнений (солітарний) спосіб життя, однак гепарди більш толерантні один до одного, а мати з потомством або брати й сестри можуть відпочивати разом. Здобич може бути різною — комахи, молюски, риби, плазуни, земноводні, птахи, ракоподібні, членистоногі, ссавці від малих до великих розмірів.

## Історія класифікації
У давніх класифікаціях родину поділяли на три підродини:
- кішки, або «малі кішки» (Felinae),
- пантерові, або «великі кішки» (Pantherinae)
- гепардові (Acinonychinae).

Однак молекулярно-генетичні дослідження показали, що рід Гепард є близьким до роду Пума і повинен бути віднесений до підродини «малих кішок».
Предметом суперечок була також класифікація виду Мармурова кішка (Pardofelis marmorata), яку довгий час відносили до підродини пантерових («великих кішок»). Однак, молекулярно-генетичні дослідження показали спорідненість мармурової кішки з калімантанською й азійською золотистою кішками.
Поняття «малі кішки» не означає, що серед них не зустрічається і більші види, такі як, наприклад, пума. Як правило, малі коти — це ті, які через затвердіння під'язикової кістки не мають здатності до реву. Муркотіти можуть всі котові, однак великі тільки при видиху, а малі — і при вдиху, і при видиху.
Деякі науковці вважають недоцільним розділяти сучасних котових на дві підродини, вважаючи відмінності між ними занадто незначними та радіацію занадто малою й пропонують їхнє таксономічне розділення на рівні триб — Pantherini та Felini. Натомість протиставляючи підродину Felinae, яка об'єднує всіх сучасних котів до різко відмінних вимерлих істот із підродин Machairodontinae, Proailurinae і можливих інших.

## Класифікація підродини Felinae
Підродину поділяють на 14 родів, які формують 7 груп.

### Група калімантанської кішки
- Рід Мармурова кішка (Pardofelis) (найвіддаленіша група в підродині)

|  | Pardofelis marmorata | Вид Мармурова кішка |

- Рід Катопума (Catopuma)

|  | Catopuma badia     | Вид Катопума калімантанська |
|  | Catopuma temmincki | Вид Катопума Темінка        |

### Група каракала

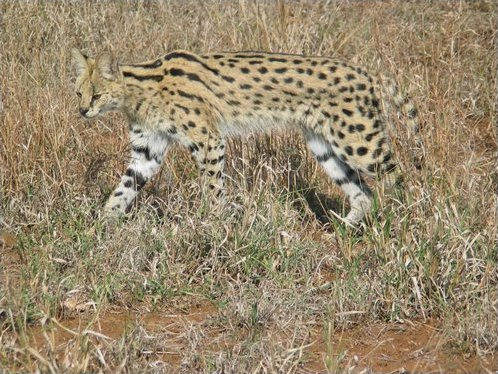
Сервал, Caracal serval

- Рід Сервал (Leptailurus)

|  | Leptailurus serval | Вид Сервал |

- Рід Каракал (Caracal)

|  | Caracal caracal | Вид Каракал звичайний |
|  | Caracal aurata  | Вид Каракал золотий   |

### Група оцелота

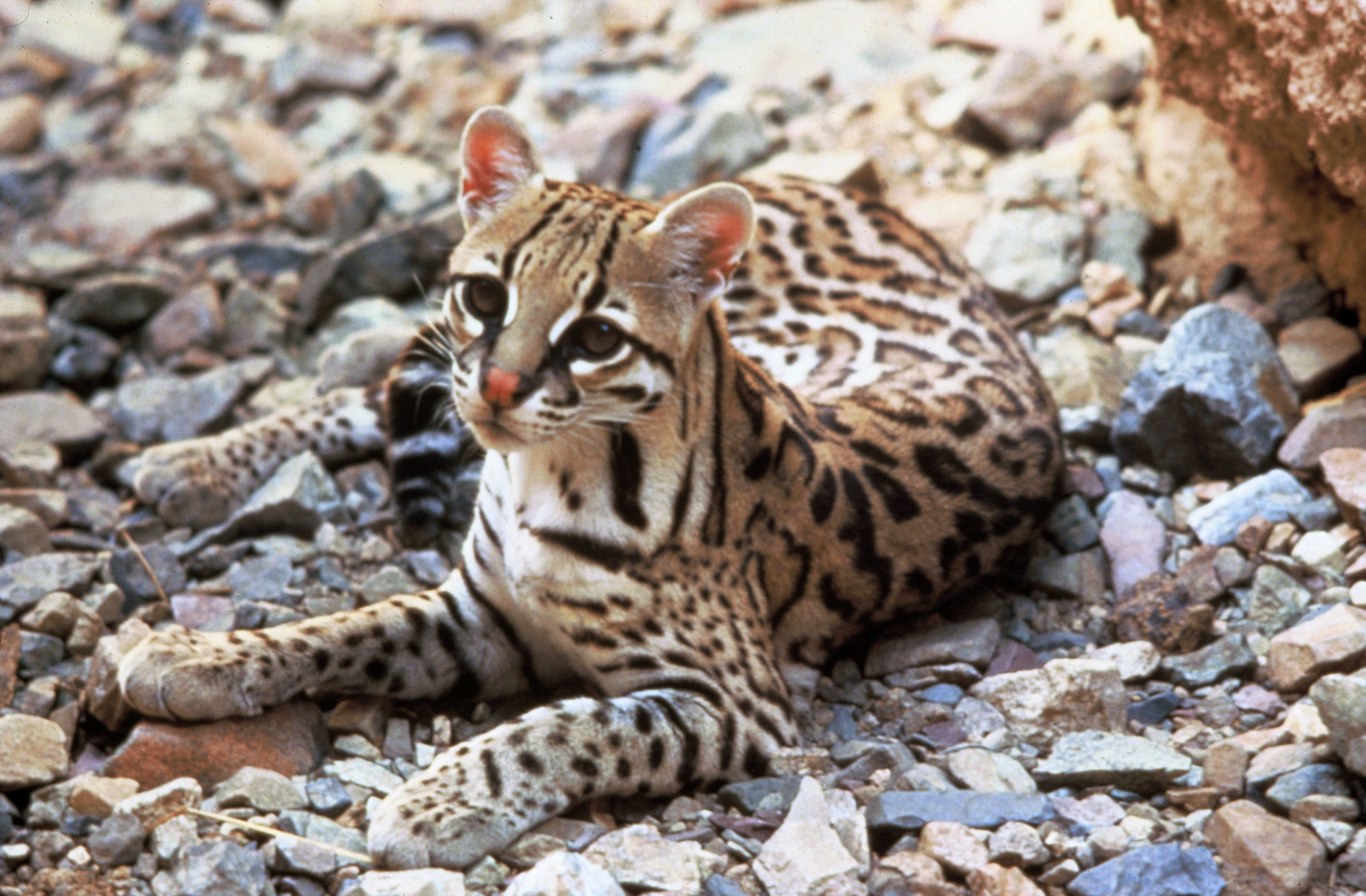
Леопард оцелот, Leopardus pardalis

- Рід Леопард (Leopardus)

|  | Leopardus pardalis  | Вид Оцелот                 |
|  | Leopardus tigrinus  | Вид Леопард онцилла        |
|  | Leopardus wiedii    | Вид Леопард марги          |
|  | Leopardus geoffroyi | Вид Леопард Жоффруа        |
|  | Leopardus colocolo  | Вид Леопард колоколо       |
|  | Leopardus pajeros   | Вид Леопард пампаський     |
|  | Leopardus braccatus | Вид Леопард пантанальський |
|  | Leopardus guigna    | Вид Леопард кодкод         |
|  | Leopardus jacobitus | Вид Леопард андський       |

### Група рисей

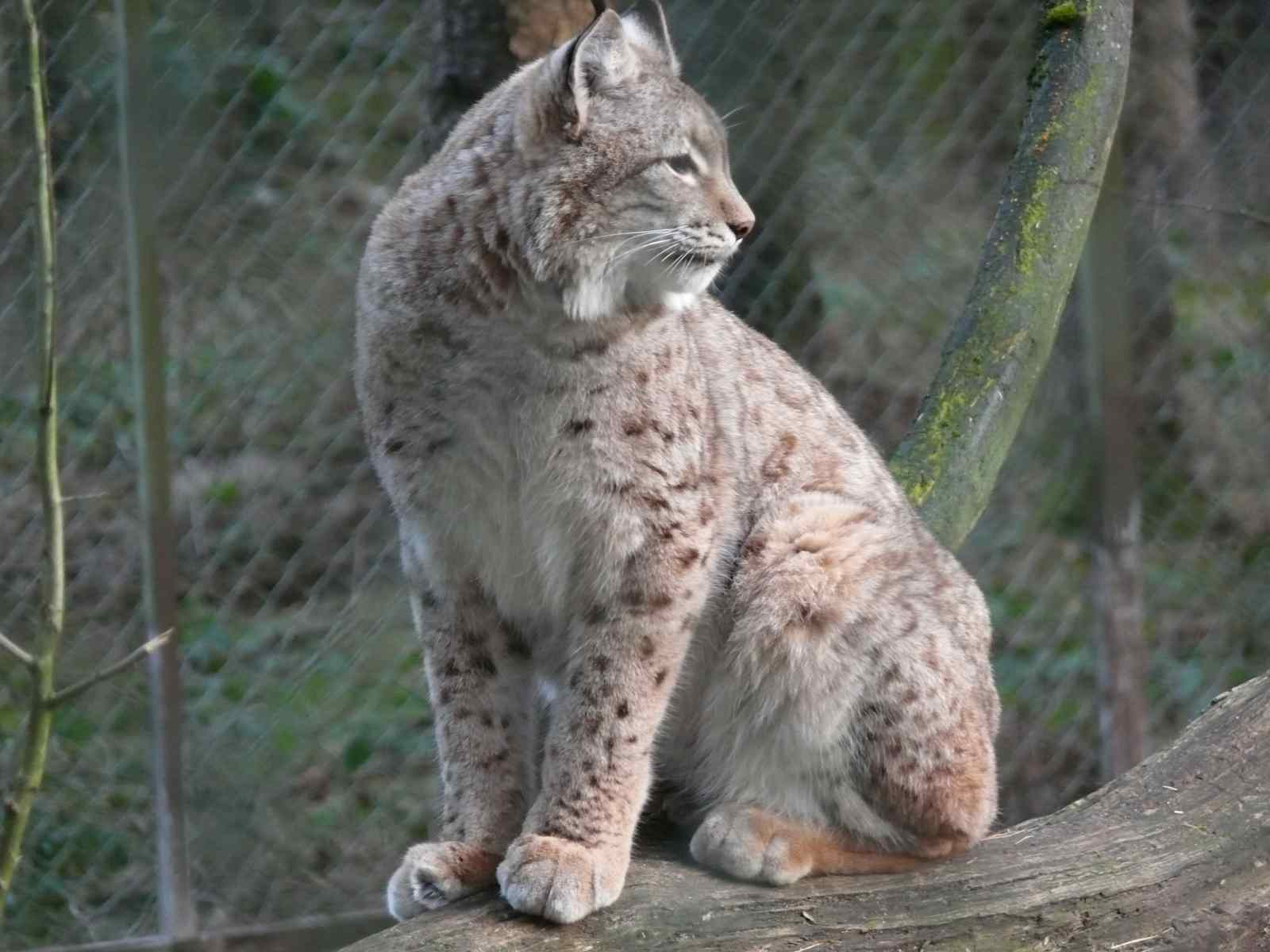
Рись євразійська, Lynx lynx

- Рід Рись (Lynx)

|  | Lynx canadensis | Вид Рись канадська   |
|  | Lynx lynx       | Вид Рись євразійська |
|  | Lynx pardinus   | Вид Рись іспанська   |
|  | Lynx rufus      | Вид Рись руда        |

### Група пуми

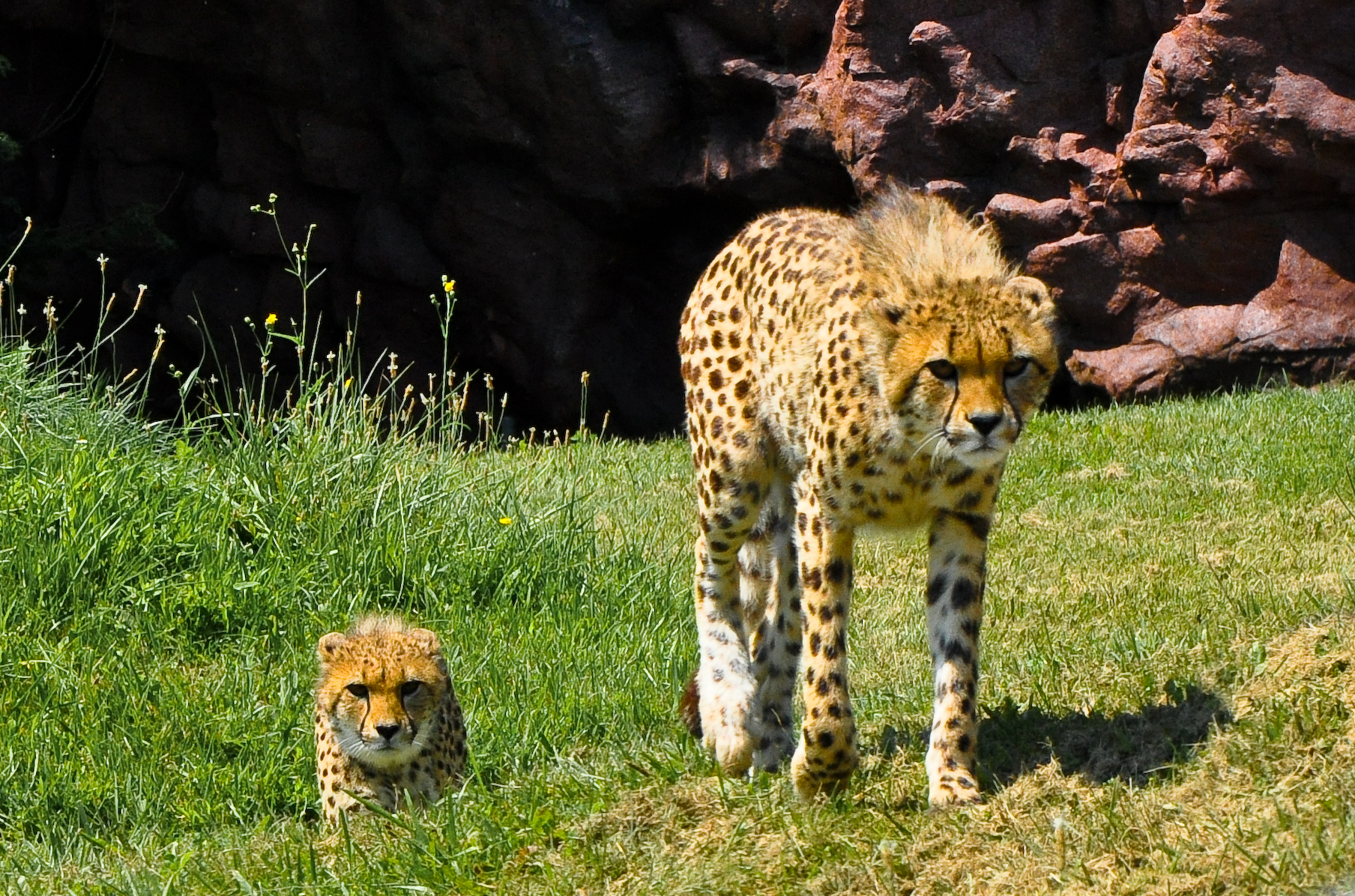
Гепард, Acinonyx jubatus

Деколи як триба Acinonychini.
- Рід Гепард (Acinonyx)

|  | Acinonyx jubatus | Вид Гепард |

- Рід Пума (Puma)

|  | Puma concolor | Вид Пума |

- Рід Herpailurus

|  | Puma yaguaroundi або Herpailurus yagouaroundi | Вид Ягуарунді |

### Група бенгальської кішки

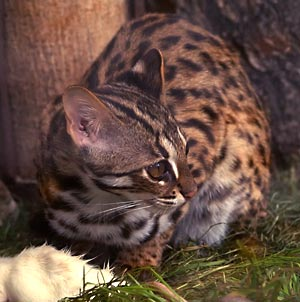
Бенгальський кіт, Prionailurus bengalensis

- Рід «Азійський кіт, або Пріонайлур» (Prionailurus)

|  | Prionailurus bengalensis              | Вид Бенгальський кіт    |
|  | Prionailurus bengalensis iriomotensis | Підвид Іріомотський кіт |
|  | Prionailurus planiceps                | Вид Суматранський кіт   |
|  | Prionailurus rubiginosus              | Вид Плямисто-рудий кіт  |
|  | Prionailurus viverrinus               | Вид Кіт-рибалка         |

- Рід Otocolobus

|  | Otocolobus manul | Вид Манул |

### Група кота лісового
- Рід Кіт (Felis)

|  | Felis bieti             | Вид Китайська кішка  |
|  | Felis chaus             | Вид Кіт очеретяний   |
|  | Felis margarita         | Вид Кіт барханний    |
|  | Felis nigripes          | Вид Кіт чорноногий   |
|  | Felis silvestris        | Вид Кіт лісовий      |
|  | Felis silvestris catus  | Підвид Кіт свійський |
|  | Felis silvestris lybica | Підвид Кіт степовий  |

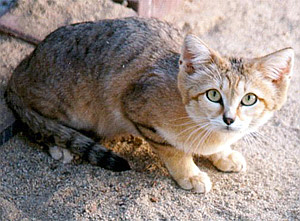
Кіт барханний, Felis margarita

За класифікацією, прийнятою МСОП, каракал «звичайний» і золота кішка об'єднані в один рід Caracal, а отже наукова назва золотої кішки — Caracal aurata. Також азійська золотиста кішка, калімантанська кішка об'єднані в один рід Pardofelis (тобто з мармуровою кішкою), а отже правильними їх назвами є Pardofelis temminckii та Pardofelis badia, відповідно.